# Fish River Canyon
Il Fish River Canyon si trova nella Namibia meridionale. È secondo per dimensioni solo al Grand Canyon in Nordamerica, e rappresenta una delle maggiori attrazioni turistiche del paese. 

## Descrizione

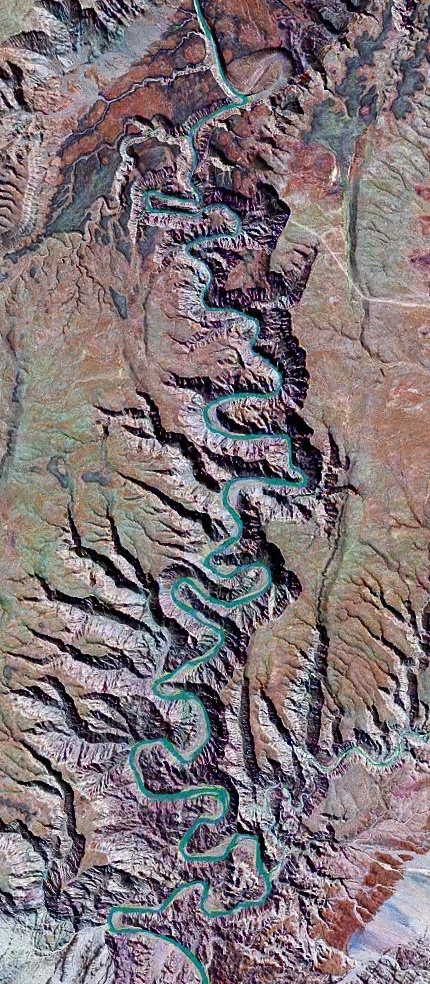
Vista dal satellite

Il canyon si estende per circa 160 km, con una larghezza che arriva fino a 27 km e una profondità che in alcuni punti supera i 500 m. Circa 90 km della lunghezza complessiva del canyon si trovano in terreni di proprietà privata oggi adibiti a riserve naturali.
Il canyon ebbe origine da un movimento tellurico, e nell'arco di 650 milioni di anni fu ulteriormente modellato da fenomeni erosivi. Principale responsabile di questi fenomeni è il fiume Fish River, che un tempo portava abbondanti volumi d'acqua; oggi, il fiume è secco per gran parte dell'anno.

## Geologia e clima
Nella parte alta del suo corso, il Fish River scorre attraverso strati dolomitici orizzontali. A valle la dolomite viene sostituita da complessi granitici caratterizzati da forme insolite. In questa zona si trovano sorgenti di acqua calda sulfuree.
Il clima del canyon è semidesertico; durante l'estate (ottobre-marzo) le temperature diurne possono raggiungere i 48 °C e quelle notturne i 30 °C. Il livello di piogge annuale è intorno ai 100 mm. D'inverno, le temperature possono scendere sotto zero durante la notte, mentre di giorno si attestano in genere fra i 20 e i 28 °C.

## Flora
Nel Fish River Canyon si trovano molti esemplari di Aloidendron dichotomum o albero faretra, che fiorisce in inverno, da maggio a luglio. Alcuni di questi alberi hanno oltre 300 anni. Altre specie vegetali presenti in abbondanza nel canyon includono diversi tipi di succulente, come il velenosissimo melkbos. Tutta la vegetazione della zona è notevolmente adattata all'ambiente desertico e può sopravvivere a periodi di siccità prolungata.

## Fauna
Nel canyon vivono numerose specie di mammiferi, inclusi kudu, saltarupi (klipspinger), raficeri (steenbok), springbok, zebre di Hartman, leopardi, babbuini, iraci del Capo, e numerose specie di roditori, tra cui i ratti delle rocce. Gli uccelli sono relativamente abbondanti, soprattutto nei periodi in cui è presente acqua; si possono avvistare per esempio aquile nere, aquile pescatrici, diverse specie di martin pescatore, pellicani, aironi e struzzi.
I rettili includono diverse specie di lucertole e gechi, cobra del Capo, cobra neri sputatori, vipere soffianti e vipere cornute. Nelle pozze naturali formate dal Fish River si trovano alcune specie di pesci, come i pesci gatto. Fra gli insetti sono particolarmente abbondanti locuste, farfalle e falene.